# Unterkaka
Unterkaka è un ex comune tedesco di 308 abitanti, situato nel land della Sassonia-Anhalt, soppresso nel 2010 ed inglobato in Meineweh.